# Vitus Georg Tönnemann
Veigt Georg Tönnemann (au nom latinisé en Vitus Georgius Tonnemann), né le 4 octobre 1659 à Corvey dans la principauté abbatiale de Corvey (de) et décédé le 15 mars 1740 à Vienne (Autriche), est un prêtre jésuite allemand, juriste, confesseur et influent conseiller de l'empereur Charles VI. 

## Biographie

### Jeunesse et formation
Né le 4 octobre 1659 à Corvey, dans la principauté abbatiale de Corvey (de), le jeune Vitus est scolarisé  au collège jésuite de Paderborn avant d'entrer dans la Compagnie de Jésus le 7 décembre 1677. Il fait son noviciat à  Paderborn et y continue ses études de philosophie et théologie jusqu’à son ordination sacerdotale en 1687.   
Le père Tönnemann était professeur de philosophie à Münster lorsque son supérieur religieux l'envoya à Büren pour régler les problèmes juridiques auxquels était confronté le collège jésuite. Durant ce mandat, il dut se rendre à Vienne, où son talent et son comportement attirèrent rapidement l'attention de la cour impériale. Il est bientôt choisi par l'empereur Léopold I  pour être le précepteur de son fils Joseph de Lorraine.

### Confesseur de l’empereur
Le père Tönnemann ne quittera plus le service de la cour impériale. L'empereur Joseph Ier, successeur de Léopold, le charge de négocier le mariage de son frère Charles (dont Tönnemann était le confesseur depuis 1705) avec la princesse Elisabeth-Christine de Wolfenbuttel, de confession protestante, qu'il convainc de revenir à la foi catholique.
En 1711, Charles succède à son frère, l'empereur Joseph Ier, et règne sous le nom de Charles VI. Il garde Tönnemann comme confesseur et conseiller particulier, qui revient avec lui d’Espagne pour s’installer à Vienne. L’empereur Charles, par ailleurs, le nomme aumônier en chef de l'armée impériale. Sa proximité de l’empereur fait que le pape Clément XI le sollicite à plusieurs reprises pour faire valoir les droits de l'Église dans l’empire. Bien introduit à Rome également il parvient à résoudre le problème persistant de l'obtention de licences sacerdotales auprès des évêques locaux afin que les aumôniers puissent exercer leurs fonctions partout où que les soldats se trouvent. Mieux encore: le pape Clément XI l'autorise à accorder ces licences directement aux aumôniers des troupes en déplacement.

### Difficultés
Sa position crée des difficultés, notamment parce que ses actions sont interprétées comme reflétant l'attitude de l’ensemble de son Ordre religieux, la Compagnie de Jésus. Ainsi, lorsque l'archevêque de Salzbourg décida d'expulser ses sujets luthériens sans leur accorder, comme le stipulait le traité de Westphalie, un délai suffisant pour vendre leurs biens, Tönnemann plaida pour une stricte adhésion au traité, mais ne put empêcher les expulsions (1731-1732). Néanmoins, les Jésuites furent tenus pour responsables des expulsions: des représailles s’ensuivirent dans l'Europe protestante.
Une autre difficulté est de concilier les pressions de la cour impériale avec les demandes d'intervention auprès de l'empereur qui lui viennent de Rome. En 1717, Clément XI lui demande de mettre en garde l’empereur Charles contre l’expulsion du nonce apostolique de Naples. En 1733, les problèmes persistants à Naples entre l'Église et le Royaume sont à l'origine d'une lettre que lui adresse le Supérieur général Franz Retz qui, sur intervention du Pape, lui recommande de faire pression sur l'Empereur dans cette affaire. La même année, Retz lui demande à nouveau d'user de son influence auprès de l'empereur pour que les réformes éducatives prévues en Autriche n'aient pas d'effets négatifs sur les institutions éducatives jésuites.  

### Relation exceptionnelle
La relation de l’empereur Charles VI avec son confesseur-conseiller, le père Tönnemann, fut exceptionnelle dans sa longueur comme dans sa proximité
Tönnemann lui-même n'était pas attaché à la vie de cour (il n’y vivait pas) et n'aimait pas être entraîné dans des débats politiques et religieux. Il tenta à plusieurs reprises de quitter son poste, mais sans succès. La cour impériale comme le Supérieur général des Jésuites considéraient ses services comme inestimables et il continua donc jusqu'à sa mort à être le confesseur-conseiller de Charles VI.  Il mourut à Vienne le 15 mars 1740, à l’âge de 81 ans. L'empereur Charles VI mourut sept mois plus tard, en octobre 1740.